# 圣保罗卡皮斯特尔区
圣保罗卡皮斯特尔区是聖基茨和尼維斯的14個區之一，位於聖基茨島北部，北臨加勒比海，東接聖約翰卡皮斯特萊區，南毗聖托馬斯米德艾蘭區，西鄰聖安娜沙角區，首府設於聖保羅卡皮斯特萊，面積14平方公里，2001年人口2,460，人口密度每平方公里175.71人。